# Радянська імперія

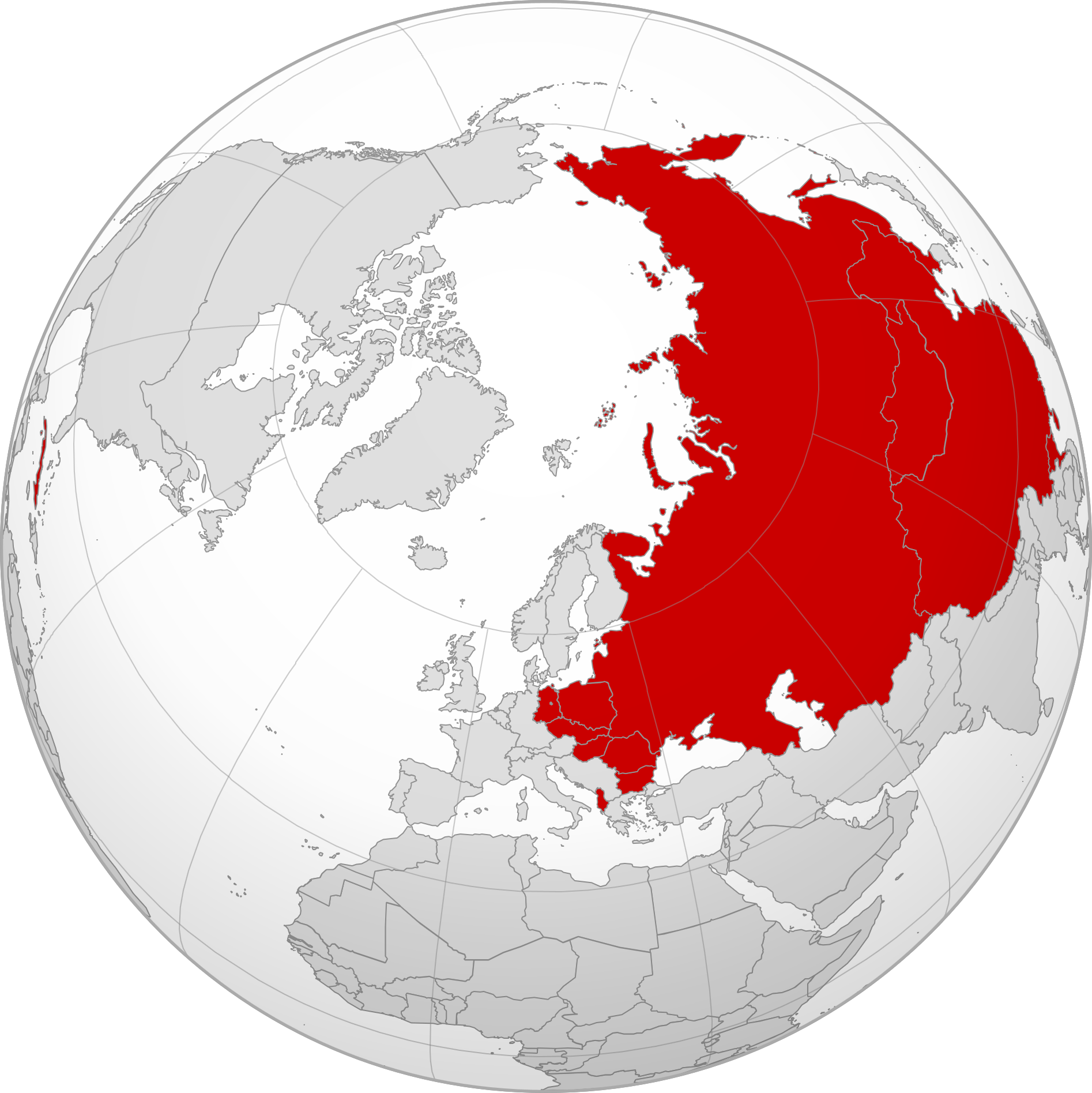
Найбільший територіальний обсяг Радянської імперії (червоний) у 1959–1960; після Кубинської революції, але до китайсько-радянського розколу. Ця територія перебувала під політичним, економічним і військовим домінуванням Радянського Союзу під час Холодної війни, охоплюючи площу приблизно 35000000 km2.

Радя́нська імпе́рія — політичний термін, неформальна характеристика впливу Радянського Союзу на ряд незалежних держав, надане його супротивниками в холодній війні. У цьому контексті Угорська революція 1956 року та Празька весна у Чехословаччині інтерпретуються як прагнення частини місцевої еліти послабити цей вплив.
Попри те, що лідери радянської держави декларували ідеологічну опозицію до імперіалізму, а глава Союзу не носив титул імператора, ряд істориків стверджує, що політична система СРСР мала характерні риси імперії. Серед вчених існує думка про наявність у держави ознак як багатонаціонального, так і моноетнічного формування. Крім того, існує точка зору про колоніальний характер політики СРСР.

## Вплив Радянського Союзу

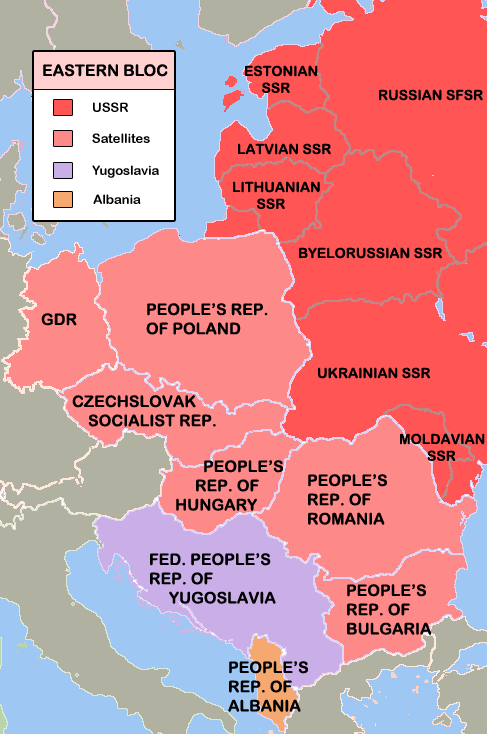
Території, виділені кораловим кольором, входили до складу СРСР, рожевим ж відзначені держави, що входили в зону впливу Союзу. Югославія та Албанія, розірвали дружні відносини з Москвою, виділені відповідно бузковим та рудим.

Радянська імперія включала власне СРСР і ряд держав-сателітів. Дані держави, бувши членами Ради Економічної Взаємодопомоги, були найближчими союзниками СРСР. Країни Східної Європи також брали участь в Організації Варшавського договору («Східний блок»).
- Болгарія
- Куба
- Чехословаччина
- НДР
- Угорщина
- Монголія
- Польща
- Румунія
- Демократична Республіка В'єтнам/В'єтнам (після 1975 р.)
- Албанія (припинила участь в РЕВ в 1961 р.)

Корейська Народно-Демократична Республіка підтримувала дружні відносини з СРСР, однак корейський уряд утримувався від приєднання до яких-небудь комуністичних геоструктур.

## СРСР і Третій світ
Керівники багатьох країн третього світу підтримували СРСР у холодній війні. Радянська політична термінологія характеризувала ці країни, як такі, що стали на «соціалістичний шлях розвитку» (держави Організації Варшавського договору, В'єтнам та Куба називали країнами "розвинутого соціалізму). Москва надавала союзникам військову та економічну допомогу в обмін на політичні поступки. У ряді випадків радянське керівництво втрачало вплив над союзниками. Причиною тому було ослаблення або повалення лояльної Союзу місцевої влади, яке могло бути викликане відновленням прозахідних тенденцій, а могло й бути викликане відразою до методів імперіалістичної політики СРСР.

Держави, які відкрито співпрацювали з СРСР відмічені червоним кольором, що встали на «соціалістичний шлях розвитку» виділені помаранчевим. Не всі країни-союзники Москви залишилися в її сфері впливу аж до розпаду СРСР.

Деякі держави з наведеного списку  не  були комуністичними. Вони виділені курсивом.
- Об'єднана Арабська Республіка (1954–1973)
- Сирія (1955–1991)
- Ірак (1958–1961)
- Гвінея (1960–1978)
- Сомалі (1961–1977)
- Гана (1964–1966)
- Перу (1968–1975)
- Судан (1968–1972)
- Лівія (1969–1991)
- Республіка Конго (1969–1991)
- Чилі (1970–1973)
- Південний Ємен (1969–1990)
- Уганда (1966–1971)
- Мадагаскар (1972–1991)
- Ефіопія (1974–1991)
- Лаос (1975–1991)
- Бенін (1975–1979)
- Мозамбік (1975–1990)
- Ангола (1977–1991)
- Афганістан (1978–1991)
- Гренада (1979–1983)
- Нікарагуа (1979–1990)
- Народна Республіка Кампучія (1979–1989)

## Комуністичні держави в опозиції до СРСР
Уряди деяких комуністичних держав відкрито засуджували багато напрямків політики СРСР. Попри схожість їхніх політичних систем з радянською моделлю, їхні відносини з Москвою не виходили за рамки формальних угод. Все ж, періодично виникали кризові ситуації, в ряді випадків, вони переросли в збройні конфлікти.
- Югославія (до 1948, див. Комінформ)
- Албанія (після розриву СРСР з Китаєм)
- Китайська Народна Республіка (після розриву з СРСР)
- Камбоджа (1975–1979, через розрив СРСР з Китаєм та війну з В'єтнамом)
- Сомалі (1977–1991, через війну за Огаден)

## Нотатки
1. ↑  34,374,483 км2